# Bezovec
Bezovec je vrch o nadmořské výšce 743 m v Považském Inovci na Slovensku. V jeho okolí se nachází stejnojmenné rekreační a lyžařské středisko. Je vyhledáván turisty kvůli dalekým výhledům.

## Popis
Bezovec je nejvyšším vrcholem Nízkého Inovce a nachází se ve střední části pohoří Považský Inovec v katastrálním území obce Nová Lehota. Je vzdálen od Piešťan 20 a Nového Mesta nad Váhom asi 30 km.
Je tvořen jurskými a spodněkřídovými horninami zliechovské jednotky krížňanského příkrovu, ve kterém převládají slínovce a vápence. Pokrývají ho převážně bučiny, ve vrcholové části sutinové lesy s javory. Roste zde vzácná Strdivka vysoká (Melica altissima).

## Turistika a sport
Z vrcholu je výhled na hřeben Bílých Karpat, Pováží, Tribeč a Ponitří. Ve středisku je možnost ubytování a občerstvení. Lyžařské podmínky jsou vhodné kromě sjezdového i pro běžecké lyžování. Sjezdovky jsou vybaveny umělým zasněžováním a nočním osvětlením. V současné době[kdy?] probíhá výstavba nového bike-parku pro letní využití oblasti na horských kolech.
Bezovec je východiskem pro výlety na zříceniny hradu Tematín (3,5 km), Topoľčianský hrad (5,5 km), nebo k prameni Dastínské kyselky (3,5 km). Střediskem vede červená hřebenovka.
Pojmenována je po něm planetka 1963 Bezovec.